# Le Match du siècle
Pour plus de détails, voir Fiche technique et Distribution.
Le Match du siècle (The Beautiful Game) est un film britannique de Mick Davis sorti en 1999.

## Synopsis
La tension règne dans la localité écossaise d'Inverdoune. 99 ans avant les événements du film, les patrons des deux pubs du village (le Benny's bar et Le Bistro bar) ont lancé un pari des plus extravagants. Tous les ans pendant un siècle, des équipes représentants les deux bars devront s'affronter sur le terrain local. Si l'équipe du Benny's parvient à remporter un succès parmi les cent confrontations, le Bistro s'engage à mettre la clé sous la porte. Dans le cas contraire, c'est le Benny's qui se verra forcé de cesser toute activité. Or, depuis la naissance de cette rencontre annuelle, le Bistro a remporté les 99 rencontres disputées. C'est donc la dernière chance pour le Benny's de sauver sa peau.      

## Fiche technique
- Titre : Le Match du siècle
- Titre original : The Beautiful Game
- Réalisation : Mick Davis
- Scénario : Mick Davis
- Photo : Witold Stok
- Montage : Kate Williams
- Musique : Harry Gregson-Williams
- Costumes : Pam Downe
- Pays d'origine :  Royaume-Uni
- Genre : Comédie
- Durée : 92 minutes
- Date de première sortie : 13 août 1999

## Distribution
- Max Beesley : Wullie Smith
- Isla Blair : Sheila Bailey
- James Cosmo : Billy Bailey
- Laura Fraser : Rosemary Bailey
- Richard E. Grant : Gus le magnifique
- David Hayman : Scrapper
- Neil Morrissey : Batty
- Gary Lewis : Le borgne
- Iain Robertson : Danny Van Boy
- Bill Paterson : Tommy
- Tom Sizemore : Buffalo
- Samantha Fox : Patsy
- Ian Holm : Big Tam

## Anecdotes
- Alan Shearer fait une apparition dans le film en jouant son propre rôle.
- Pierce Brosnan, également coproducteur du film, fait une apparition à la fin du film.